# Ville Radieuse

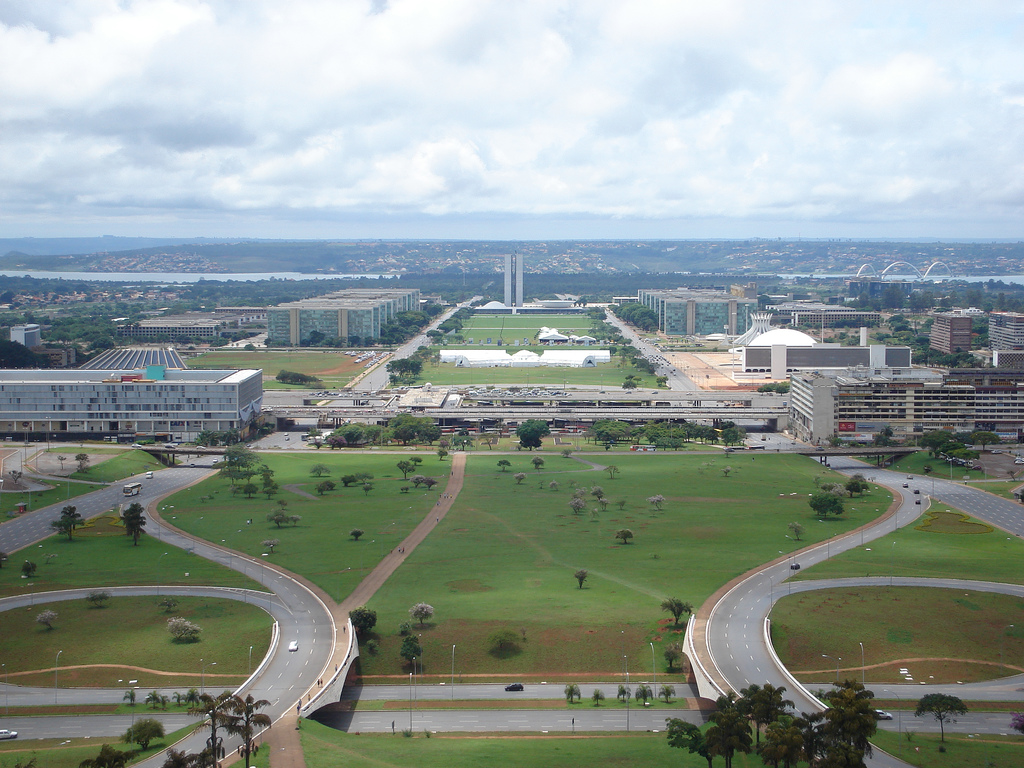
Brasília foi baseada no Ville Radieuse.

Ville Radieuse ou Cité Radieuse (pronúncia em francês: [vil ʁadjøz], Cidade Radiante) foi um projecto não concretizado da autoria do arquiteto Franco-suiço, Le Corbusier em 1931. 
Embora Le Corbusier tenha já exposto as suas ideias para uma cidade ideal na década de 1920, a Ville Contemporaine, é no início da década de 1930, após contacto com urbanistas internacionais, que começa a trabalhar nos projectos da Ville Radieuse. Em 1930 torna-se membro activo do movimento sindicalista, e em 1931 propõe a Ville Radieuse como plano para uma reforma social.
Os princípios da Ville radieuse foram mais tarde incorporados na Carta de Atenas, publicada em 1943.
O seu carácter utópico esteve na origem de vários planos durante as décadas de 1930 e 1940, que culminaram no projecto da primeira Unité d'Habitation em Marselha em 1952.

## Desenvolvimento
No fim da década de 1920, Le Corbusier perdeu a confiança nos investidores privados para concretizar a sua visão utópica materializada na Ville Contemporaine e no Plan Voisin de 1925. Influenciado pelas ideias de Milyutin para a Cidade Linear e nas teorias do movimento sindicalista ao qual se tinha recentemente juntado, formulou uma nova visão da cidade ideal, a Ville Radieuse. Representava o sonho utópico de comunhão do Homem com um meio ambiente correctamente ordenado. Ao contrário do design radial da Ville Contemporaine, a Ville Radieuse era uma cidade linear baseada na forma abstracta do corpo humano, com cabeça, coluna, e membros. O projecto manteve o conceito de blocos de habitação em altura, livre circulação ao nível do solo e espaços verdes abundantes já propostos nos seus trabalhos anteriores.  Os blocos de habitação eram dispostos de forma linear. Tal como o Pavilhão Suíço, eram vidrados na fachada sul e assentes sobre pilotis. Possuíam terraços visitáveis na cobertura.
A Ville Radieuse também faz referência ao trabalho de Corbusier na Rússia. Em 1930, escreveu um relatório de 59 páginas, "Resposta a Moscovo", ao comentar um concurso em Moscovo. O documento continha planos para um modelo urbanístico alternativo ao planeamento da cidade. Corbusier expôs estes primeiros conceitos durante a III reunião dos CIAM em Bruxelas em 1930. Paralelamente, desenvolveria propostas para uma Ferme Radieuse (Quinta Radiante) e Ville Radieuse.

## Divulgação
Le Corbusier dedica a década de 1930 à divulgação do conceito para a sua nova cidade ideal. As discussões tomadas durante o IV congresso dos CIAM seriam incorporadas no livro de Corbusier A Cidade Radiante", publicado em 1935, que por sua vez exerceria influência na elaboração da Carta de Atenas.
Entre 1931 e 1940 Corbusier levou a cabo uma série de propostas de planeamento urbano para Argel. À época, Alger era a capital administrativa da Norte de África francês. Embora não tenha sido oficialmente convidado a submeter propostas, tinha conhecimento do interesse do presidente da localidade, tendo tentado a sua sorte. O plano deveria incorporar o casbá ao mesmo tempo que permitisse o crescimento linear da cidade de forma a receber um número cada vez maior de habitantes. O plano resultante ("Plano Obus") foi uma variação da Ville Radieuse adaptada a uma cultura e paisagens muito particulares. Era composto por quatro elementos principais: uma área administrativa perto do mar em dois blocos paralelipipédicos, blocos de apartamentos côncavos e convexos para a classe média dispostos na parte alta da cidade e uma via rápida elevada segundo um eixo norte-sul. Em 1933, no plano para a cidade de Nemours, na Argélia, propõe igualmente dezoito Unités d'Habitation orientados norte-sul.
Durante a sua viagem aos Estados Unidos em 1935, Corbusier critica abertamente os arranha-céus de Manhattan por serem construídos demasiadamente perto uns dos outros. Utopicamente, propôs substituir todos os edifícios existentes por um único "Arranha-céus Cartesiano" equipado por unidades de habitação e trabalho, o que libertaria espaço para espaços verdes, conforme os ideais da Ville Radieuse. Ainda durante a década de 1940, tentou convencer tanto Mussolini como o Governo de Vichy a adoptar os seus planos para a cidade ideal.
Entre 1945 e 1952, levaria a cabo o projecto e construção da Unité d'Habitation em Marselha. A Unité reflectia as ideias para a Ville Radieuse já experimentadas em Nemours e Alger.